# فرودگاه گوهن

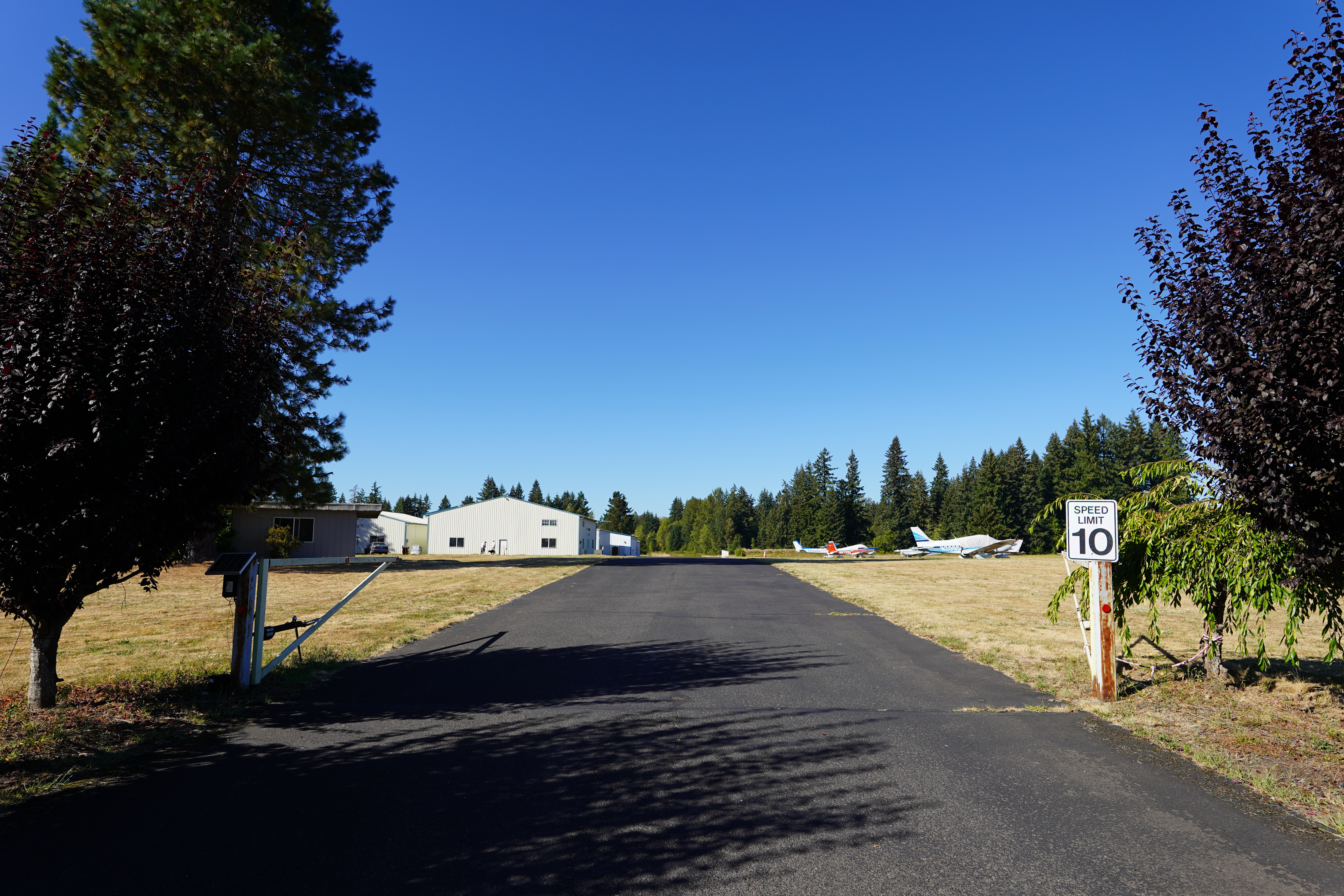
تصویری از فرودگاه گوهن، مکانی برای تجربه هوانوردی

فرودگاه گوهن (به انگلیسی: Goheen Airport) یک فرودگاه شهری است که یک باند فرود چمن دارد. این فرودگاه در کشور ایالات متحده آمریکا قرار دارد و در ارتفاع 89 (estimated) متری از سطح دریا واقع شده‌است.